# 阪神調剤薬局
株式会社阪神調剤薬局（はんしんちょうざいやっきょく、HANSHIN Dispensing Pharmacy Co.,Ltd.）は、日本の兵庫県芦屋市に本店を置く調剤薬局チェーン。2020年にI&H株式会社（本店所在地に変更はない。）と合併した。
阪神調剤グループの中核企業で「阪神調剤薬局」などのブランド名で関西を中心に全国に700店舗以上を展開している。大阪市に本店を置く阪神薬局や阪神電鉄及び阪急阪神東宝グループとは無関係である。

## 沿革
- 1979年（昭和54年）12月15日 - 創業。
- 1997年（平成9年）1月 - 神戸調剤薬局を吸収合併。
- 2001年（平成13年）12月7日 - ジャスダックに株式を店頭登録。
- 2002年（平成14年）7月 - ケア付住宅の賃貸事業を目的に阪神ピー・エムを設立。
- 2004年（平成16年）9月27日 - 株式1株を2株に分割。
- 2008年（平成20年）3月23日 - マネジメント・バイアウトにより上場廃止。
- 2012年（平成24年）12月21日 - 持株会社の阪神調剤ホールディング株式会社を設立。
- 2020年（令和2年）2月1日 - 持株会社のI&H株式会社（阪神調剤ホールディング株式会社を承継）を存続会社として合併。
- 2024年（令和6年）8月30日 - スギホールディングスがI&H株式会社の全株式のうち66.72%を取得し、同社の連結子会社になる[2][3]。